# Каменічани
Каменічани (словац. Kameničany) — село в окрузі Ілава Тренчинського краю Словаччини. Площа села 5,08 км². Станом на 31 грудня 2015 року в селі проживало 545 жителів.

## Історія
Перші згадки про село датуються 1193 роком.

## Населення
| Рік:            | 1994. | 2004.   | 2014.    | 2024.   |
| --------------- | ----- | ------- | -------- | ------- |
| Кількість осіб: | 445   | 466     | 540      | 550     |
| Різниця:        |       | +4,71 % | +15,87 % | +1,85 % |

| Рік:            | 2023. | 2024.   |
| --------------- | ----- | ------- |
| Кількість осіб: | 551   | 550     |
| Різниця:        |       | -0,18 % |